# São Mateus (Brasile)
São Mateus è un comune del Brasile nello Stato dell'Espírito Santo, parte della mesoregione del Litoral Norte Espírito-Santense e della microregione di São Mateus.

## Amministrazione

### Gemellaggi
- Sondrio, dal 2004